# طاق ظفر
طاق ظفر یک طاق پیروزی است که در باغی در پغمان افغانستان موقعیت دارد. طاق معروف پیروزی به یاد استقلال افغانستان پس از جنگ سوم انگلیس و افغانستان در سال ۱۹۱۹ ساخته شد.